# Тиманский сельсовет
Тима́нский сельсовет — муниципальное образование в Заполярном районе Ненецкого автономного округа.
Административный центр — посёлок Индига.

## География
Тиманский сельсовет находится на западе Заполярного муниципального района, к востоку от Тиманского кряжа, на берегах реки Индига, занимая побережье Индигской губы Баренцева моря. Территория сельсовета относится к районам Крайнего Севера и характеризуется сложными природными условиями, суровым полярным климатом.

## История
Муниципальное образование «Тиманский сельсовет» было образовано в 2005 году.
9 декабря 2003 года утверждена гербовая эмблема посёлка Индига (центра сельсовета), утверждённая решением Сессии Совета депутатов муниципального образования «Тиманский сельсовет» от № 9, ставшая основой флага Тиманского сельсовета.
В 2005 году Тиманский сельсовет был включён в состав Заполярного района Ненецкого округа.

## Население
| 1999 | 2010 | 2011 | 2012 | 2013 | 2014 | 2015 | 2016 | 2017 |
| ---- | ---- | ---- | ---- | ---- | ---- | ---- | ---- | ---- |
| 954  | ↘799 | ↗821 | ↘786 | ↗788 | ↗790 | ↘766 | ↘745 | ↘727 |
| 2018 | 2019 | 2020 | 2021 | 2023 |      |      |      |      |
| ↘710 | ↘706 | ↘695 | ↘639 | ↘605 |      |      |      |      |

## Административное деление
В состав Тиманского сельсовета входят:
- Индига
- Выучейский

## Экономика
Устье реки Индига практически не замерзает, поэтому там планируется строительство порта. Западнее посёлка Индига, на 220 гектарах, планируется строительство завода по сжижению природного газа, куда будет поступать газ с Кумжинского месторождения. Также планируется строительство до Индиги ветки железной дороги Баренцкомур.

## Полезные ископаемые
На восточных отрогах Тиманского кряжа, в 50 км к югу от посёлка Индига, в среднем течении реки Белая, находится Белореченское месторождение агата, которое относится к Северо-Тиманской группе месторождений.

## Карты
- Тиманский сельсовет на Wikimapia
- Q-39-I,II Индига (2 км)